# Bloc périphérique
 (février 2017).
Si vous disposez d'ouvrages ou d'articles de référence ou si vous connaissez des sites web de qualité traitant du thème abordé ici, merci de compléter l'article en donnant les références utiles à sa vérifiabilité et en les liant à la section « Notes et références ».
Un bloc périphérique est une méthode d’anesthésie loco-régionale qui provoque une perte de sensibilité dans une région du corps à traiter. Cette méthode évite l'anesthésie générale qui endort totalement un patient et permet par exemple à un chirurgien d'opérer une main ou un pied. 